# Exon

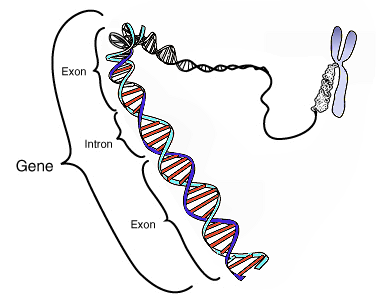
Reprezentare a exonilor și intronilor în cadrul unei gene simple, care conține doar un intron.

Un exon este orice secvență informațională a unei gene care codifică o anumită parte a acidului ribonucleic final sintetizat, după ce intronii au fost înlăturați prin procesul de matisare. În cadrul sintezei ARN-ului mesager, intronii sunt înlăturați iar exonii sunt legați între ei pentru a forma molecula finală a acidului ribonucleic.